# Aeroportul Limoges – Bellegarde
Aeroportul Limoges – Bellegarde (IATA: LIG, ICAO: LFBL) este un aeroport din Limoges, Haute-Vienne, Nouvelle-Aquitaine, Franța metropolitană, Franța ce deservește zona Limoges. Aeroportul a fost tranzitat în 2022 de 193.382 de pasageri. A fost numit după zona deservită.
Situat la o altitudine de 396 m, aeroportul dispune de 2 piste.

## Infrastructură

### Piste
Aeroportul dispune de 2 piste. Pista are orientarea 03/21.Pista are orientarea 03R/21L.